# Elezioni presidenziali a Cuba del 2018
Le elezioni presidenziali a Cuba del 2018 si sono tenute il 19 aprile, in seguito alle elezioni parlamentari dell'11 marzo. Prima delle elezioni, il Presidente del Consiglio di Stato e del Consiglio dei Ministri Raúl Castro aveva dichiarato che non si sarebbe candidato per un nuovo mandato, e che un nuovo Presidente sarebbe stato eletto dall'Assemblea nazionale del potere popolare. Pertanto, il Vicepresidente, Miguel Díaz-Canel è stato eletto Presidente con 604 voti favorevoli su 605.

## Risultati
Elezione del Presidente del Consiglio di Stato e del Consiglio dei Ministri (Miguel Díaz-Canel)
| Scelta | Voti | %     |
| ------ | ---- | ----- |
| Sì     | 604  | 99,83 |
| No     | 1    | 0,17  |
| Totale | 605  |       |